# Conjecture de Feit-Thompson
En mathématiques, la conjecture de Feit-Thompson est une conjecture de théorie des nombres, formulée pour la première fois par Walter Feit et John G. Thompson en 1962. Elle dit qu'il n'y a pas de nombres premiers distincts p et q tels que :
{\displaystyle {\frac {p^{q}-1}{p-1}}{\text{ divise }}{\frac {q^{p}-1}{q-1}}.}
Si la conjecture était vraie, cela simplifierait considérablement le dernier chapitre de la preuve du théorème de Feit-Thompson, qui dit que tout groupe fini d'ordre impair est résoluble.
La conjecture forte, qui dit que, pour tous nombres premiers distincts p et q, les deux entiers {\displaystyle n_{p,q}:={\frac {p^{q}-1}{p-1}}} et {\displaystyle n_{q,p}} sont premiers entre eux, a été réfutée en 1971 par Stephens, qui a donné le contre-exemple p = 17 et q = 3 313, avec pgcd(np,q, nq,p) = 2pq + 1 = 112 643.
Un argument informel de probabilité suggère que le nombre « prévu » de contre-exemples pour la conjecture de Feit et Thompson est très proche de 0, ce qui va dans le sens de la conjecture.